# جونجو كيني
جونجو كيني (بالإنجليزية: Jonjoe Kenny)‏ (مواليد 15 مارس 1997) هو لاعب كرة قدم إنجليزي يلعب في مركز الظهير الأيمن في نادي إيفرتون.

## روابط خارجية
- جونجو كيني على موقع الاتحاد الأوربي (الإنجليزية)
- جونجو كيني على موقع قاعدة بيانات كرة القدم.إي يو (الإنجليزية)
- جونجو كيني على موقع ليكيب (الفرنسية)
- جونجو كيني على موقع Soccerbase.com (لاعب) (الإنجليزية)
- جونجو كيني على موقع Soccerway.com (الإنجليزية)
- جونجو كيني على موقع عالم كرة القدم.نت (الإنجليزية)
- جونجو كيني على موقع AS.com (الإسبانية)